# Conservatorio di Musica Arcangelo Corelli
Il conservatorio statale di musica Arcangelo Corelli di Messina è un istituto superiore di studi musicali italiano di Alta Formazione Artistica, Musicale e Coreutica (AFAM) di grado universitario. Dipende dal Ministero dell'istruzione, dell'università e della ricerca ed è membro dell'European Association of Conservatoires.

## Storia
Il conservatorio nacque nel 1938 come Scuola di Musica di formazione professionale chiamata “Filarmonica Laudamo”. Nell’agosto del 1941 diventa Scuola Superiore di Musica “Antonio Laudamo”. Bisogna aspettare il decreto presidenziale del 06 ottobre 1953 per essere pareggiata ai Conservatori di Musica di Stato e, solo nel 1955 l'istituto fu intitolato ad “Arcangelo Corelli”, uno dei più grandi musicisti vissuti tra la seconda metà del Seicento e l'inizio del Settecento. Nel 1972 diventa Conservatorio di Musica “Arcangelo Corelli” Istituzione di Alta Formazione Artistica, Musicale e Coreutica (AFAM). È documentato che a Messina c'è sempre stata una grande cultura e tradizione per l’insegnamento musicale che risale già a partire dal XVI secolo.

## Biblioteca
La Biblioteca del Conservatorio di Musica “A. Corelli” di Messina, nasce nella seconda metà del 1900. Ha un patrimonio di oltre 11.000 volumi, tra spartiti, partiture musicali e libri, e oltre 2.500 cd/dvd. 
La biblioteca è in continua espansione grazie ai consigli di musicologi, professori del conservatorio e professori d’orchestra. Per tale ragione, la Biblioteca è una tra le poche su tutto il territorio a possedere spartiti e partiture musicali che attraggono musicisti e studiosi da tutto il territorio nazionale. Nonostante la biblioteca sia nata come servizio al Conservatorio di Musica “A. Corelli ” di Messina, è anche aperta al pubblico sia per la consultazione presso il conservatorio che nel sito web del Sistema Bibliotecario Regionale  per ricerche e prestito. 
Nonostante calamità naturali e vicissitudini storiche che hanno cancellato ogni memoria artistica, quelle poche opere di rilievo che possiede la biblioteca, testimoniano la qualità dei manoscritti di importanza e significato storico nazionale. Infatti, è anche fornita da manoscritti di musicisti locali, tutti collocabili tra la seconda metà del 1800 e il 1950. La maggior parte dei brani e opere sono copie e di ricostruzioni di partiture andate perdute dopo la catastrofe del 1908, come la sinfonia “Ricciarda” di Antonio Laudamo di cui si conservano due versioni molto differenti tra loro, una realizzata da Gaetano La Corte Cailler e l’altra da Leopoldo Nicotra.

### Struttura
Il conservatorio è organizzato nei seguenti dipartimenti:
- Canto
- Didattica
- Nuove tecnologie e linguaggi musicali – Jazz
- Nuove tecnologie e linguaggi musicali – Musica elettronica
- Strumenti ad arco e a corda
- Strumenti a fiato
- Tastiere e strumenti a percussione
- Teoria e analisi, composizione e direzione

Presso l’Istituto superiore di studi musicali Arcangelo Corelli è presente un’orchestra sinfonica, un’orchestra di fiati e un coro.

## Offerta formativa
- arpa
- basso elettrico jazz
- basso elettrico pop rock
- basso tuba
- batteria e percussioni jazz
- batteria e percussioni pop rock
- canto
- canto rinascimentale e barocco
- canto jazz
- canto pop rock
- chitarra
- chitarra jazz
- chitarra pop rock
- clarinetto
- clarinetto jazz
- clavicembalo
- composizione
- composizione e direzione soli e/o coro
- composizione e direzione fiati
- composizione e musica applicata alle immagini
- contrabbasso
- contrabbasso jazz
- corno
- didattica della musica
- direzione d’orchestra
- fagotto
- fisarmonica
- flauto
- flauto traversiere
- maestro collaboratore
- musica da camera
- musica elettronica
- musica vocale da camera
- oboe
- organo e composizione organistica
- pianoforte
- pianoforte jazz
- pianoforte e tastiera pop rock
- saxofono
- saxofono jazz
- strumenti a percussione
- tastiere elettroniche jazz
- tecnico del suono
- tromba
- tromba jazz
- trombone
- trombone jazz
- viola
- violino
- violino barocco
- violino jazz
- violoncello
- violoncello barocco

### Didattica
La didattica si articola in:
- Corsi propedeutici
- Corsi accademici triennali di 1º Livello
- Corsi accademici biennali di 2º Livello
- Master
- Dottorato di Ricerca

## Presidenti
I presidenti del conservatorio succedutisi in carica dalla data della statizzazione sono:
- Giuseppe Galletta (1945)[4]
- Egidio Bernava Morante (2023)

## Direttore del Conservatorio di Musica “Arcangelo Corelli” di Messina
I Direttori del conservatorio succedutisi in carica dalla data della statizzazione sono:
- Gino Contilli (1941)[6][4]
- Angelo Anastasi (1991-2009)
- Gianfranco Nicoletti (2010-2013)
- Gianfranco Nicoletti (2013-2016)
- Antonio Averna (2016-2019)
- Antonio Averna (2019-2022)
- Carmelo Crisafulli (2022-2025)